# Jag var fånge på Grini
Jag var fånge på Grini (originaltitel Vi vil leve) är en norsk svartvit dramafilm från 1946 i regi av Olav Dalgard och Rolf Randall. I de ledande rollerna ses Oscar Egede-Nissen, Harald Heide Steen och Berit Alten.

## Handling
Det är den 9 april 1940 och ett flygplan går upp för att varna norska handelsfartyg om att tyska flottstyrkor år på väg mot norska farvatten. Flygaren signalerar till ett norskflaggat fartyg som svarar med att skjuta mot flygplanet. Flygaren såras men klarar att landa på vattnet. Han blir upplockad av en norsk båt på väg till Kristiansand. Innan han dör ger han besked till kapten Knut Viker och styrman Harald Bakken om det inträffade.
På bryggan väntar Sussie Holm på kapten Viker. Han har dock viktigare saker för sig än att umgås med henne och presenterar henne därför för Harald. Knut beger sig omedelbart därefter till Kristiansands militär för att informera om händelsen med flyget. Samtidigt kommer beskedet att Norge är i krig med Tyskland. Flyglarmet går när norska flygplan kretsar över staden. Knut bestämmer sig för att strida mot tyskarna och får Harald med sig. Tyskland visar sig vara övermäktiga och de båda drar till Haralds hemstad Utøy där de sätter igång med farligt illegalt arbete. De träffar Haralds vän Elsa och Knut och hon blir förälskade i varandra. Samtidigt fattar den nazistiske länsmannen misstanke för Knut och Harald och har dem under uppsikt. Sussie har träffat gestapisten Vogel och drar sig inte för att ange Knut som en hämnd för att han lämnat henne.
En natt ska Knut och Harald sätta en kapten ombord på ett norskt krigsfartyg som ska ta kaptenen till England. Länsmannen är på vakt och går ut med tyskarna för att arrestera kaptenen. Han har dock redan hunnit ombord och i stället inleds en jakt på Knut och Harald. De har fått viktiga papper som de ska ta iland. Knut hoppar iland medan Harald blir arresterad och förhörd av Vogel. Senare blir också Knut arresterad och blir även han förhörd och därtill torterad. Han erkänner, men skyddar Harald så gott han kan. Snart är samtliga fastboende på Utøy arresterade och skickade till fängelset Grini. Knut och Harald får veta att de riskerar dödsstraff och beslutar sig därför för att rymma. Elsa och Ruth lyckas förklädda i tyska uniformer få ut Knut och Harald ur fängelset. De flyr till Sverige.

## Rollista
- Oscar Egede-Nissen – Harald Bakken
- Harald Heide Steen – Knut Viker, kapten
- Berit Alten – Elsa
- Bjarne Bø – Bøttun, länsman
- Leif Enger – Falck, konsthandlare
- Helge Essmar – kommendanten på Grini
- Jack Fjeldstad – tysk officer
- Kari Frisell – Ruth Sørensen
- Svein Grythe – norsk officer
- Nils Hald – Haralds far
- Ragnhild Hald – Haralds mor
- Haugestad – Schutzhaftslagerführer
- Ola Isene – den svenske doktorn
- Wilhelm Lund – tysk fängselsedirektör på nr. 19
- Arne Magler – norsk flygare
- Sigurd Magnussøn – läkaren på Grini
- Fridtjof Mjøen – Vogel, gestapist
- Sigrun Otto – fröken Sørensen på Grini
- Rolf Randall – tysk officer
- Aagot Støkken – Sussie Holm
- Stig Vanberg – SS från Grini
- Lulu Ziegler – kafégäst
- Øyvind Øyen

## Om filmen
Efter andra världskrigets slut rådde osäkerhet i den norska filmbranschen kring vilken typ av film publiken egentligen ville se. Kriget ansågs dock vara ett viktigt motiv och tre av sex norska filmer som hade premiär 1946 var därför ockupationsdramer som ur olika infallsvinklar skildrade Tysklands ockupation av Norge. Jag var fånge på Grini är en av dessa. Filmen bygger i viss utsträckning på verkliga händelser, bland annat Telavågtragedien. Andra bärande teman är kvinnligt svek, flykt, tortyr och motståndskamp.
Jag var fånge på Grini regisserades av Olav Dalgard och Rolf Randall och de skrev även filmens manus tillsammans. Dalgard hade verkat som regissör sedan mitten av 1930-talet medan filmen var Randalls regidebut och den första av två filmer han kom att regissera. Filmen producerades av bolaget Folkefilm med Arne Magler som produktionsledare. Magler spelade även rollen som norsk flygare. Filmen fotades av Reidar Lund och klipptes av Olav Engebretsen. H.C. Hansen gjorde scenografin och Arne Dørumsgaard komponerade musiken.
Filmen hade premiär den 25 februari 1946 i Norge. Den hade svensk premiär den 13 maj 1946 och den norska originaltiteln Vi vil leve hade då bytts mot den svenska titeln Jag var fånge på Grini.

## Mottagande
Professor i filmvetenskap Gunnar Iversen menar att filmen är den svagaste av de tre ockupationsfilmer som gjordes 1946. Han kallar filmen "ojämn" och "splittrad" och menar att dess melodramatisering underminerar det autentiska materialet.